# Чмыхова, Ирина Николаевна
Ирина Николаевна Чмыхова (болг. Ирина Чмихова; 5 апреля 1930, Пловдив, Третье Болгарское царство — 15 февраля 2020, София, Болгария) — болгарская певица и музыкальный педагог. Один из основоположников болгарской поп-музыки.

## Биография
Ирина Чмыхова родилась в семье русского эмигранта, белогвардейца и потомственного воронежского дворянина Николая Николаевича Чмыхова и болгарки Цветаны Димитровой Велевой.
По окончании Высшего института театрального искусства (класс профессора Крыстьо Мирски) работала актрисой в Димитровградском театре. Петь начала ещё в институте, в 1950 году, в музыкальном квартете при софийском Русском клубе. Квартет был создан русским пианистом Евгением Комаровым.
Ещё работая в театре, Ирина Чмыхова приняла участие в первом конкурсе мастеров эстрадного искусства. После этого ей предложили работу в Государственной концертной дирекции. В это время в Болгарии только начинает создаваться собственная эстрада. Песни для Ирины Чмыховой писали такие композиторы, как Борис Карадимчев (1933—2014) и Иосиф Цанков (1911—1971). В репертуаре Ирины Чмыховой были песни на болгарском, русском (исполняла русские романсы), английском, немецком, испанском, итальянском и французском языках. Среди её хитов — «Гренада», «Ханум», «Капитан», «Ти пак си мой» («Ты снова мой»), «Пълнолуние» («Полнолуние») и другие.
В возрасте 32-х лет стала преподавать на эстрадном отделении Национальной музыкальной академии. Среди её учеников — известные болгарские певцы Маргарита Хранова, Мими Иванова, Нели Рангелова, Камелия Тодорова, Майя Нешкова, Есил Дюран, Мустафа Чаушев и другие.
Сыграла роль певицы в шестисерийном германско-болгарском фильме 1982 года «Приваловские миллионы» (нем. Die priwalov’schen Millionen, болг. Милионите на Привалов) по одноимённому роману Дмитрия Мамина-Сибиряка.

## Отзывы о творчестве
«Слушая Ирину Чмыхову, воспринимаешь русский романс как целую школу благородства, красоты эмоций, безоглядного рыцарства. Пусть наивны, пусть высокопарно сентиментальны некоторые слова — певица заставляет нас поверить в главное — в то, что сильное чувство, даже неразделённое, даже безответное, прекрасно, ибо оно наполняет жизнь смыслом и содержанием. Чмыхова хорошо чувствует и потому хорошо передаёт пафос русского романса, в том числе и самого наивного и самого „жестокого“, его высокую, подчёркнутую, беззаветную духовность. <…>

„Слышен звон бубенцов издалёка“, романс, упоминаемый во многих чеховских рассказах, Чмыхова понимает как искреннейшее изъявление души, отмеченное и тревогой, и нечаянной радостью, и бесшабашной иронией в собственный адрес. „Цыгане шумною толпою…“ Здесь актриса словно идёт по проволоке: один неверный шаг и… Но безошибочное чувство стиля позволяет Чмыховой и тут отыскать поэзию — немного шальную, порой банальную по словам и всё же настоящую. Она вовсе не хочет притушить романс, придать ему „приличный“ салонный тон. Она не боится ни грусти, ни всплеска чувств, ни широты нахлынувших желаний. Она верит своему эстетическому чутью, своему вкусу, у которого, по сути дела, один принципиальный критерий — искренность».
— «Слышен звон бубенцов издалёка», «Кругозор» № 6, 1970